# 张书恺
张书恺（1984年2月9日—），是中国职业足球运动员，主要司职右前卫，目前属于南昌八一。
2004年，张书恺从大连实德梯队加盟刚刚从大连搬迁到珠海的珠海中邦，此后随队升上超级联赛并迁往上海。2007年他转会加盟中甲南昌八一，成为中场主力之一，不过2009年初他被南昌八一挂牌，随即离开了球队。